# Daniel Dujshebaev
Pour les articles homonymes, voir Dujshebaev.

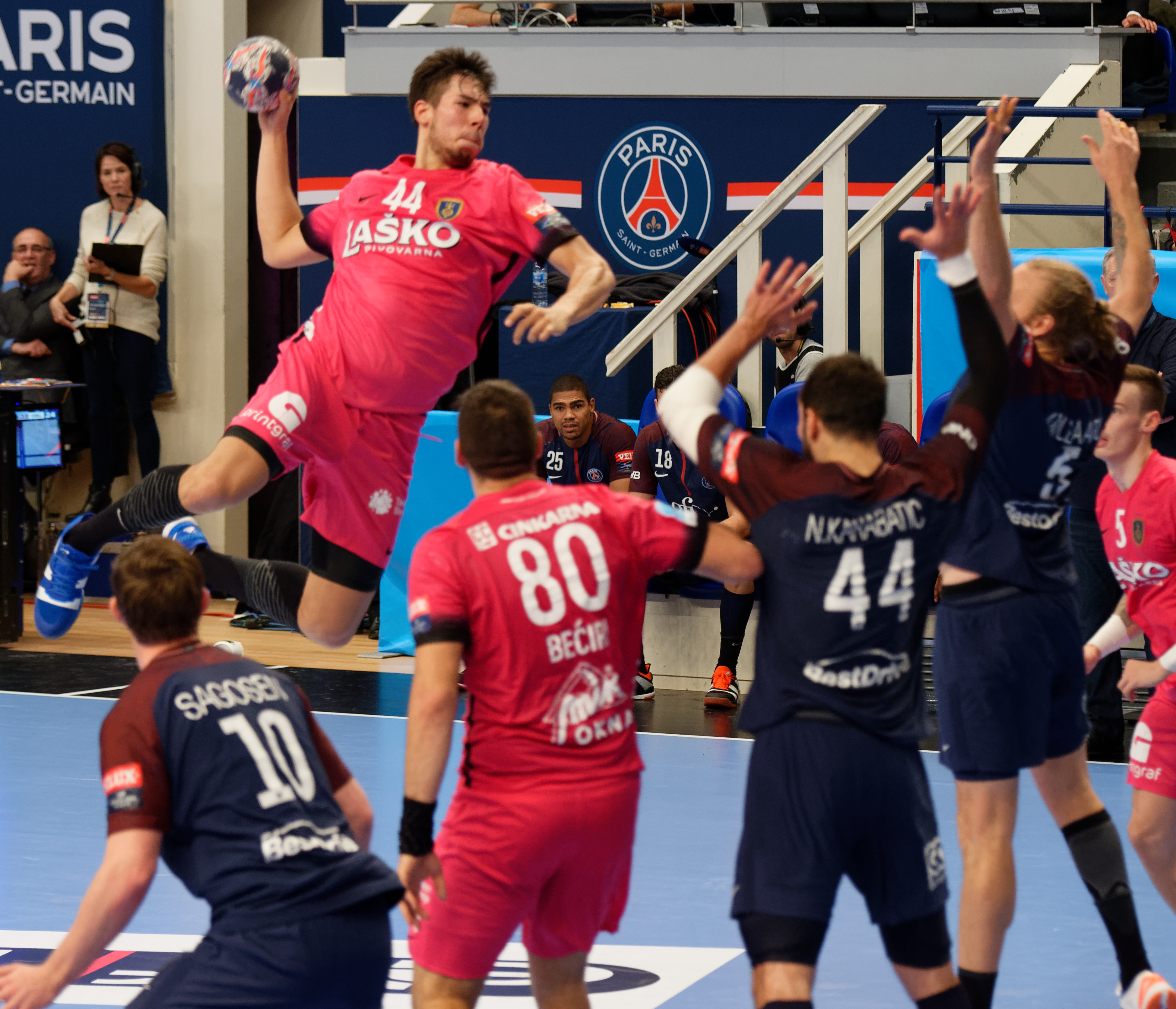
Dujshebaev avec Celje en 2017.

Daniel Dujshebaev, né le 4 juillet 1997 à Santander, est un handballeur international espagnol. Il évolue au poste d'arrière gauche au KS Kielce et en équipe nationale d'Espagne avec laquelle il est notamment double champion d'Europe en 2018 et 2020.
Il est le fils du célèbre handballeur russe puis espagnol Talant Dujshebaev et le frère d'Alex Dujshebaev.

## Biographie
Daniel Dujshebaev fait ses débuts en championnat d'Espagne en septembre 2015 sous le maillot du FC Barcelone alors qu'il porte habituellement le maillot de l'équipe réserve.
En janvier 2017, devenu joueur de l'Atlético Valladolid, il annonce ne pas prolonger son contrat en fin de saison avec ce club car il s'engage pour cinq saisons avec le KS Kielce dont l'entraîneur est Talant Dujshebaev, son père.
En janvier 2018, durant le championnat d'Europe 2018 qu'il remporte, il subit une rupture de ligament croisé au genou gauche. Trois ans plus tard, il rechute, ce qui le contraint au forfait pour les Jeux olympiques de Tokyo.
En janvier 2023, Dujshebaev est considéré comme un joueur « incontournable » de la sélection espagnole au poste d'arrière gauche.

## Palmarès

### En club
Compétitions internationales
- Finaliste de la Ligue des champions (C1) (2) : 2022 et 2023

Compétitions nationales
- Vainqueur du Championnat d'Espagne (1) : 2016
- Vainqueur de la Coupe du Roi (1) : 2016
- Vainqueur de la Coupe ASOBAL (1) : 2016
- Vainqueur de la Supercoupe d'Espagne (1) : 2015-16
- Vainqueur du Championnat de Slovénie (1) : 2018
- Vainqueur de la Coupe de Slovénie (1) : 2018
- Vainqueur du Championnat de Pologne (5) : 2019, 2020, 2021, 2022, 2023
- Vainqueur de la Coupe de Pologne (2) : 2019, 2021

### En équipe nationale
Équipe senior
- Médaille d'or au Championnat d'Europe 2018
- Médaille d'or au Championnat d'Europe 2020
- Médaille de bronze au Championnat du monde 2021
- Médaille de bronze au Championnat du monde 2023
- 13e place au Championnat d'Europe 2024
- Médaille de bronze aux Jeux olympiques de 2024

Équipe jeunes et junior
- Médaille d'or au Championnat du monde junior 2017 en Algérie.
- Médaille d'or au Championnat d'Europe des moins de 20 ans 2016 au Danemark.